# 市川市立第五中学校
市川市立第五中学校（いちかわしりつ だいごちゅうがっこう）は、千葉県市川市大野町三丁目にある公立中学校。

## 沿革
- 1947年5月 - 開校（大柏小学校の校舎一部使用）
- 1950年10月 - 新校舎完成
- 1964年1月 - 学校給食開始
- 1973年3月 - 新グランド完成
- 1976年4月 - 特殊学級新設
- 1980年3月 - 新体育館落成
- 1988年4月 - 制服改善（男女ブレザー）
- 1997年11月 - 創立50周年記念式典
- 2007年11月 - 創立60周年記念式典
- 2017年11月 ‐ 創立70周年記念式典

## 学区
南大野二丁目28 - 30番、南大野三丁目、大野町二 - 四丁目、柏井町一 - 四丁目、大町、奉免町

## 所在地
- 千葉県市川市大野町三丁目1993番地

## 著名な出身者
- 小城ノ花昭和 - 元大相撲力士、現・出羽海親方
- 小城錦康年 - 元大相撲力士、現・中立親方